# Johanne Brekke
Johanne Brekke (11 de agosto de 1978) é uma atiradora desportista galesa.
Brekke recebeu uma medalha de ouro nos Jogos da Commonwealth de 2002, na categoria Carabina Deitado em Duplas, junto de Ceri Dallimore, uma medalha de bronze nos Jogos da Commonwealth de 2006 na categoria Carabina deitado 50m, e outra medalha de bronze nos Jogos da Commonwealth de 2010, na mesma categoria. Ela também chegou a competir nos Jogos de 1998.